# National Rugby League 1989
La New South Wales Rugby Football League de 1989 fue la 82.ª edición del torneo de rugby league más importante de Australia.

## Formato
Los clubes se enfrentaron en una fase regular de todos contra todos, los seis equipos mejor ubicados al terminar esta fase clasificaron a la postemporada.
Se otorgaron 2 puntos por el triunfo, 1 por el empate y ninguno por la derrota.

## Desarrollo

### Tabla de posiciones
| Pos. | Equipo                        | Encuentros | Encuentros | Encuentros | Encuentros | Tantos | Tantos | Tantos | Puntos |
| Pos. | Equipo                        | PJ         | PG         | PE         | PP         | F      | C      | Dif    | Puntos |
| ---- | ----------------------------- | ---------- | ---------- | ---------- | ---------- | ------ | ------ | ------ | ------ |
| 1    | South Sydney Rabbitohs        | 22         | 18         | 1          | 3          | 390    | 207    | +183   | 37     |
| 2    | Penrith Panthers              | 22         | 16         | 0          | 6          | 438    | 241    | +197   | 32     |
| 3    | Balmain Tigers                | 22         | 14         | 1          | 7          | 380    | 236    | +144   | 29     |
| 4    | Canberra Raiders              | 22         | 14         | 0          | 8          | 457    | 287    | +170   | 28     |
| 5    | Brisbane Broncos              | 22         | 14         | 0          | 8          | 398    | 290    | +108   | 28     |
| 6    | Cronulla-Sutherland Sharks    | 22         | 14         | 0          | 8          | 368    | 281    | +87    | 28     |
| 7    | Newcastle Knights             | 22         | 11         | 0          | 11         | 281    | 281    | 0      | 22     |
| 8    | Parramatta Eels               | 22         | 11         | 0          | 11         | 346    | 366    | -20    | 22     |
| 9    | Canterbury-Bankstown Bulldogs | 22         | 10         | 2          | 10         | 280    | 337    | -57    | 22     |
| 10   | St. George Dragons            | 22         | 10         | 0          | 12         | 330    | 356    | -26    | 20     |
| 11   | Eastern Suburbs               | 22         | 9          | 1          | 12         | 348    | 346    | +2     | 19     |
| 12   | Manly-Warringah Sea Eagles    | 22         | 9          | 1          | 12         | 334    | 343    | -9     | 19     |
| 13   | Western Suburbs Magpies       | 22         | 7          | 1          | 14         | 229    | 389    | -160   | 15     |
| 14   | Gold Coast Chargers           | 22         | 7          | 1          | 14         | 223    | 383    | -160   | 15     |
| 15   | North Sydney Bears            | 22         | 5          | 1          | 16         | 194    | 406    | -212   | 11     |
| 16   | Illawarra Steelers            | 22         | 2          | 1          | 19         | 256    | 503    | -247   | 5      |

|  | Postemporada. |

### Postemporada

#### Playoff
| 29 de agosto | Brisbane Broncos | 14 - 38 | Cronulla-Sutherland Sharks |  |  |

#### Finales clasificatorias
| 2 de septiembre | Canberra Raiders | 31 - 10 | Cronulla-Sutherland Sharks |  |  |

| 3 de septiembre | Penrith Panthers | 12 - 24 | Balmain Tigers |  |  |

#### Semifinales
| 9 de septiembre | Penrith Panthers | 18 - 27 | Canberra Raiders |  |  |

| 10 de septiembre | South Sydney Rabbitohs | 10 - 20 | Balmain Tigers |  |  |

#### Final Preliminar
| 17 de septiembre | South Sydney Rabbitohs | 16 - 32 | Canberra Raiders |  |  |

#### Final
| 24 de septiembre | Balmain Tigers | 14 - 19 | Canberra Raiders | Sydney Football Stadium, Sídney |  |
|                  |                |         |                  | Asistencia: 40.500 espectadores |  |

| Bandera de Australia     |
| Campeón Canberra Raiders |
| Primer título            |